# 瓦尔德劳伯斯海姆
瓦尔德劳伯斯海姆是德国莱茵兰-普法尔茨州的一个市镇。总面积8.05平方公里，总人口775人，其中男性396人，女性379人（2011年12月31日），人口密度96人/平方公里。